# Coleomethia xanthocollis
Coleomethia xanthocollis är en skalbaggsart som först beskrevs av Knull 1935.  Coleomethia xanthocollis ingår i släktet Coleomethia och familjen långhorningar. Inga underarter finns listade i Catalogue of Life.